# دیتر شوبرت
دیتر شوبرت (انگلیسی: Dieter Schubert؛ زادهٔ ۱۱ اوت ۱۹۴۳) قایقران روئینگ اهل آلمان شرقی بود.
وی در مسابقات کشوری و بین‌المللی در مجموع برندهٔ ۷ مدال طلا شده‌است.